# جرد بوش
جرد بوش (انگلیسی: Jared Bush) فیلمنامه‌نویس، تهیه‌کننده و کارگردان آمریکایی است. او بیشتر به خاطر کارگردانی و نویسندگی مشترک فیلم زوتوپیا استودیوی انیمیشن والت دیزنی، نویسندگی فیلم موانا و کارگردانی، نویسندگی و برنده جایزه اسکار بهترین انیمیشن بلند برای فیلم افسون شناخته شده است.

## شغل
بوش فیلمنامه زوتوپیا استودیوی انیمیشن والت دیزنی را نوشت و همچنین به همراه بایرون هاوارد و ریچ مور این فیلم را کارگردانی کرد. او در اوایل به پروژه زوتوپیا پیوست، قبل از اینکه از یک فیلم جاسوسی به یک رویه پلیس تبدیل شود. او برای کار بر روی یک فیلم جاسوسی هیجان زده بود زیرا هم پدر و هم پدربزرگش برای آژانس اطلاعات مرکزی کار می کردند.
او همچنین فیلمنامه موانا استودیوی انیمیشن والت دیزنی را نوشته است. در سال 2021، بوش انکانتو (افسون) را درباره یک خانواده جادویی کلمبیایی در کنار هاوارد با کاریس کاسترو اسمیت به عنوان کارگردان مشترک کارگردانی کرد. بوش همچنین در کنار کاسترو اسمیت فیلمنامه را نوشت.